# Batalla de San Jacinto
L'anomenada batalla de San Jacinto va tenir lloc el 21 d'abril de 1836, i fou un esdeveniment decisiu de la Guerra d'independència de Texas. Sota el comandament de Samuel Houston, l'exèrcit texà sorprengué a l'hora de la migdiada el mexicà, del general Antonio López de Santa Anna, president de la República de Mèxic. La batussa, una autèntica massacre sense enfrontament real entre exèrcits, va durar tan sols 18 minuts, durant els quals van morir 630 mexicans, 208 van resultar ferits i 713 foren fets presoners, inclòs Santa Anna, mentre que els texans només van patir 9 morts i 26 ferits.
San Jacinto no va ser només una derrota terrible per a l'exèrcit mexicà, que havia derrotat contínuament els independentistes i es trobava a un pas de la victòria, sinó que va proporcionar a Texas l'instrument jurídic per legitimar la seva independència, ja que Santa Anna fou fet presoner i obligat a signar el cessament de les hostilitats i el reconeixement de la independència de Texas. Tanmateix, des del punt de vista mexicà, com a presoner, el seu estatus era de militar i no de president de Mèxico i, en conseqüència, la seva signatura no era vàlida.
Actualment, el lloc de la batalla és a l'àrea metropolitana de la ciutat de Houston, una de les més grans de Texas, i hi ha la columna commemorativa més alta del món, de 170 metres d'alçada. L'esdeveniment també és conegut com la siesta de San Jacinto.